# Acidithiobacillus sulfuriphilus
Espèce
Acidithiobacillus sulfuriphilus est une espèce du genre bactérien Acidithiobacillus composé de bactéries à Gram négatif de la famille Acidithiobacillaceae et incluse dans les Pseudomonadota. C'est une bactérie acidophile extrême et capable d'oxyder le soufre.

## Taxonomie
Le nom correct complet (avec auteur) de ce taxon est Acidithiobacillus sulfuriphilus Falagán et al. 2019.

### Synonymes
Acidithiobacillus sulfuriphilus a pour synonyme :
- Ambacidithiobacillus sulfuriphilus (Falagán et al. 2019) Moya-Beltrán et al. 2021

### Étymologie
Le genre Acidithiobacillus a été nommé ainsi d'après les caractéristiques qui lui sont propres. L'étymologie de l'espèce Acidithiobacillus sulfuriphilus est la suivante : sul.fu.ri’phi.lus L. neut. n. sulfur, soufre; N.L. masc. adj. suff. -philus, ami, aimant; from Gr. masc. adj. philos; N.L. masc. adj. sulfuriphilus, qui aime le soufre,.

### Historique
Cette espèce décrite en 2019, est l'une des plus récentes espèces en date dans le genre Acidithiobacillus, et ainsi directement classée dans la classe des Acidithiobacillia créée en 2013.

## Description
La souche type de cette espèce est la souche «CJ-2» dont les numéros d'accession sont DSM:105150 (collection DSMZ) et KCTC:4683 (dans la collection coréenne).